# Congruentie (meetkunde)

De eerste twee driehoeken zijn congruent, de derde is alleen gelijkvormig met de eerste twee.

In de meetkunde worden twee figuren congruent (Latijn: congruens, overeenstemmend, passend) of met elkaar congruent genoemd als de ene isometrisch in de andere kan worden getransformeerd, dat wil zeggen zo kan worden verplaatst dat de afstanden binnen de figuur hetzelfde blijven. De transformatie mag zijn samengesteld uit een translatie, rotatie en spiegeling. Een figuur en daarvan het spiegelbeeld zijn behalve spiegelsymmetrisch dus ook congruent.
Eenvoudig gezegd zijn twee figuren congruent als zij na een geschikte verplaatsing precies op elkaar passen en daarbij mogen worden gespiegeld. Congruente figuren hebben veel eigenschappen gemeen. 
Twee meetkundige figuren worden gelijkvormig genoemd als zij in elkaar kunnen worden getransformeerd, waarbij behalve de transformaties toegestaan voor twee congruente figuren, ook de vergroting of verkleining vanuit een bepaald punt is toegestaan. Twee congruente figuren zijn dus gelijkvormig, maar omgekeerd is gelijkvormigheid geen voldoende voorwaarde voor congruentie. Dit is omdat twee congruente figuren dezelfde grootte van hoeken hebben en waarbij de lengte van beide driehoeken (ZHZ, ZHH, HZH of ZZZ) gelijk zijn. Bij gelijkvormige driehoeken is deze eigenschap niet van toepassing.

## Directe congruentie
Twee figuren zijn direct congruent als zij na een geschikte verplaatsing zonder spiegeling (toepassing van een directe isometrie) precies op elkaar passen.

## Congruente driehoeken
De driehoeken {\displaystyle ABC} en {\displaystyle A'B'C'} zijn congruent, notatie {\displaystyle ABC\cong A'B'C'}, dan en slechts dan als hun drie paar overeenkomstige zijden even lang zijn: {\displaystyle AB=A'B'}, {\displaystyle AC=A'C'} en {\displaystyle BC=B'C'}. Men zegt van twee congruente driehoeken {\displaystyle ABC} en {\displaystyle A'B'C'} ook dat driehoek {\displaystyle ABC} congruent is met driehoek {\displaystyle A'B'C'}.
De overeenkomstige hoeken van congruente driehoeken zijn gelijk.

### Congruentiekenmerken van driehoeken
Twee driehoeken zijn congruent als ze voldoen aan een van de volgende vijf congruentiekenmerken. Deze congruentiekenmerken kunnen direct uit de bovenstaande definitie van congruente driehoeken worden bewezen.
ZZZ zijde-zijde-zijde
Twee driehoeken zijn congruent, als elk van de drie zijden van de ene driehoek even lang is als een zijde van de andere driehoek.
ZHZ zijde-hoek-zijde
Twee driehoeken zijn congruent als twee zijden van de eerste driehoek even lang zijn als twee zijden van de andere driehoek en de ingesloten hoeken even groot zijn. 
HZH hoek-zijde-hoek
Twee driehoeken zijn congruent als een zijde van de ene driehoek even lang is als een zijde van de andere driehoek en de aanliggende hoeken in de ene driehoek gelijk zijn aan de aanliggende hoeken in de andere.
ZHH zijde-hoek-hoek
Een direct gevolg van het geval HZH is het geval ZHH. Als twee hoeken van een driehoek gelijk zijn aan twee hoeken van een andere driehoek, zijn ook de andere hoeken aan elkaar gelijk, aangezien de som van de drie hoeken 180 graden is. Twee driehoeken zijn congruent als in de ene driehoek een zijde even lang is als een zijde van de andere driehoek, een aanliggende hoek in de ene driehoek gelijk is aan een aanliggende hoek in de andere en de beide overstaande hoeken aan elkaar gelijk zijn. 
Het geval ZZH houdt niet eenduidig congruentie in, maar wel als de overeenkomstige hoek recht is.

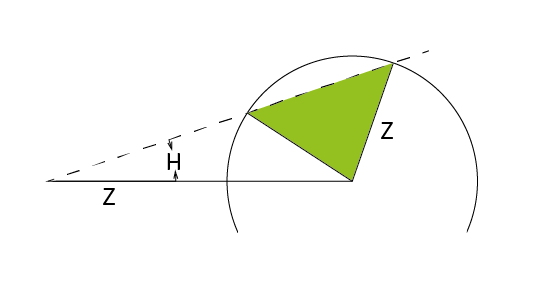

ZZ90° of ZZR zijde-zijde-rechte hoek
Twee rechthoekige driehoeken zijn congruent als de schuine zijde en een rechthoekszijde van de ene driehoek even lang zijn als de schuine zijde en een rechthoekszijde van de andere driehoek.
Het overblijvende geval HHH houdt alleen in dat de beide driehoeken gelijkvormig zijn.

## Overige figuren
- Twee cirkels zijn congruent als hun straal hetzelfde is.
- Twee vierkanten zijn congruent als hun zijden gelijk zijn.
- Twee rechthoeken zijn congruent als ze gelijke lengtes en breedten hebben.
- Twee regelmatige veelhoeken zijn congruent als hun omgeschreven cirkels congruent zijn en hun aantal zijden gelijk is.